# Săbăoani
Săbăoani est une commune roumaine du județ de Neamț, dans la région historique de Moldavie et dans la région de développement du Nord-Est.

## Géographie
La commune de Săbăoani est située dans l'est du județ, sur les terrasses alluviales entre la Moldova et le Siret, à 10 km au nord de Roman et à 65 km à l'est de Piatra Neamț, le chef-lieu du județ.
La municipalité est composée des deux villages suivants (population en 1992) :
- Săbăoani (9 879), siège de la municipalité ;
- Trajan (1 045).

## Histoire
La première mention écrite du village date de 1597. Săbăoani abrite la plus vieille communauté catholique romaine de Moldavie.

## Politique
Le Conseil Municipal de Săbăoani compte 17 sièges de conseillers municipaux. À l'issue des élections municipales de juin 2008, Valeria Dascălu (PSD) a été élu maire de la commune.
| Parti                          | Nombre de conseillers |
| ------------------------------ | --------------------- |
| Parti social-démocrate (PSD)   | 11                    |
| Parti démocrate-libéral (PD-L) | 5                     |
| Parti national libéral (PNL)   | 1                     |

## Religions
En 2002, la composition religieuse de la commune était la suivante :
- Catholiques romains, 98,55 % ;
- Chrétiens orthodoxes, 1,26 %.

## Démographie
En 2002, la commune comptait 10 927 Roumains (99,96 %). On comptait à cette date 3 672 ménages et 3 538 logements.
| 1898  | 1930  | 1992   | 2002   | 2007   |
| ----- | ----- | ------ | ------ | ------ |
| 2 462 | 4 448 | 11 724 | 10 301 | 11 318 |

## Économie
L'économie de la commune repose sur l'agriculture (pomme de terre, blé, maïs, betterave sucrière), l'élevage et le commerce. La commune dispose de 2 898 ha de terres arables.

## Communications

### Routes
Săbăoani est située à 1 km de la route nationale DN2 (Route européenne 85) Roman et de son embranchement avec la route nationale 28 (Route européenne 583) Roman-Iași.

## Lieux et monuments
- Săbăoani, musée ethnographique.